# Wohn- und Wirtschaftsgebäude Echtbein 4

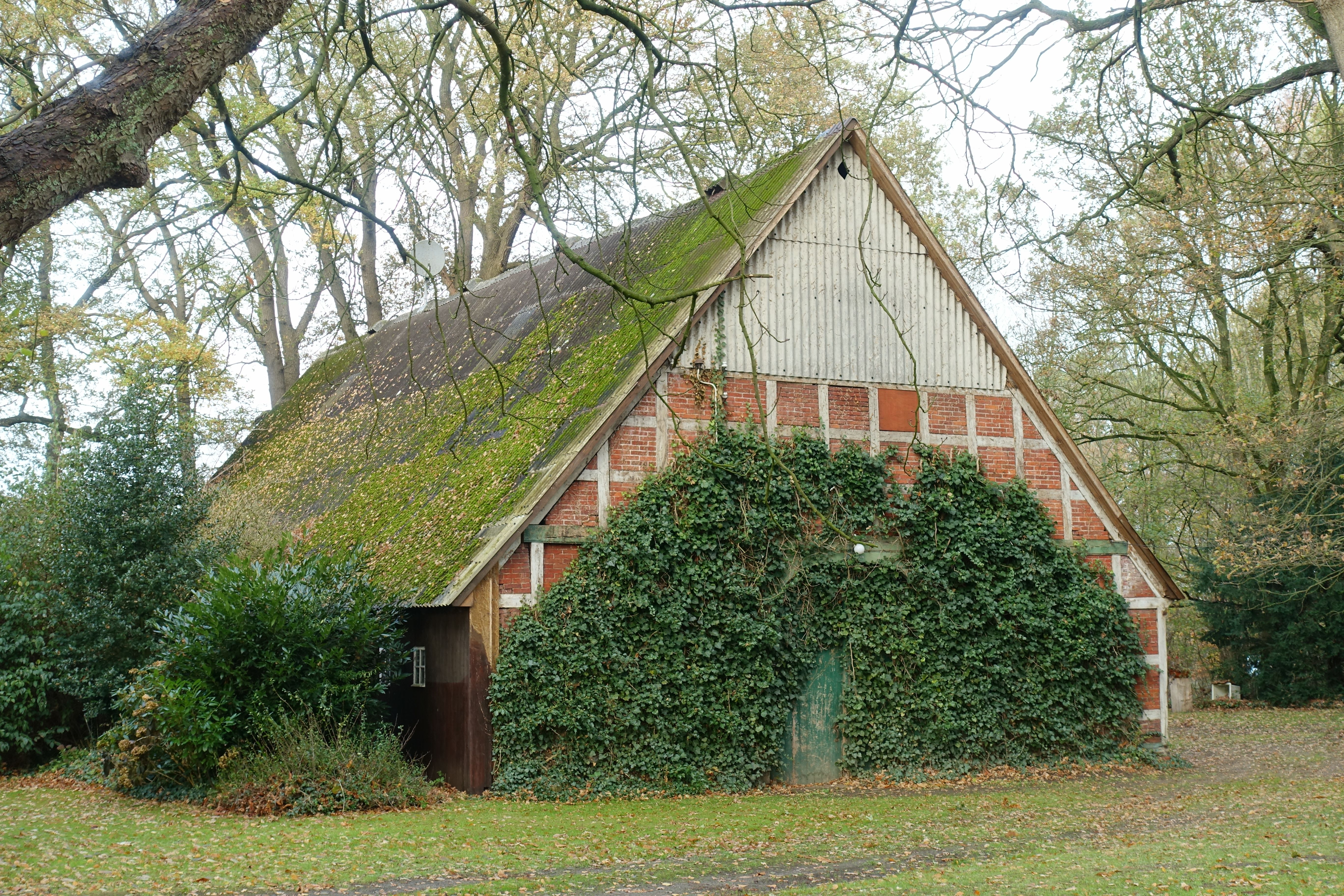
Südöstlicher Giebel (2022)

Das Wohn- und Wirtschaftsgebäude Echtbein 4 in der niedersächsischen Gemeinde Heeslingen, Ortsteil Meinstedt, wurde im 19. Jahrhundert gebaut. Aktuell (2025) wird es zum Wohnen genutzt.
Das Gebäude steht unter Denkmalschutz (siehe auch Liste der Baudenkmale in Heeslingen).

## Geschichte und Beschreibung
Meinstedt wurde 986 und Heeslingen 961 erstmals erwähnt als Kloster und gehört seit 1974 zur heutigen Samtgemeinde Zeven im Landkreis Rotenburg (Wümme). 
Das eingeschossige traufständige Zweiständer-Hallenhaus in Fachwerk mit Steinausfachungen, Satteldach, Uhlenloch, Verkleidung im oberen Giebeldreieck und späterer verglaster Grooter Door mit Korbbogen, wurde in der zweiten Hälfte des 19. Jahrhunderts gebaut.
Das Landesdenkmalamt befand u. a.: „… ein regionstypisches Hallenhaus der zweiten Hälfte des 19. Jahrhunderts in Zweiständerkonstruktion ….“